# Gesonia fumata
Gesonia fumata là một loài bướm đêm trong họ Noctuidae.